# 올리브낮도마뱀붙이
올리브낮도마뱀붙이(Phelsuma dubia)는 둘 데이 게코(Phelsuma dubia), 올리브 데이 게코(olive day gecko), 잔지바르 데이 게코(Zanzibar day gecko), 그린 데이 게코(green day gecko)라 불리며, 주행성을 띠는 도마뱀붙이류의 일종이다. 꼬리까지 15 cm에 이르며, 마다가스카르 서해안, 코모로 제도, 동아프리카 해안에 서식한다. 보통 나무에서 서식하며 사람의 거주지 근처에서도 보인다. 올리브낮은 주로 곤충과 꽃꿀을 먹는다.

## 이명
- Pachydactylus dubius 뵈트거, 1881
- Phelsuma dubia - 클루게(Kluge), 1993
- Phelsuma dubia - 글로우(Glaw) & 벤체스(Vences), 1994: 298
- Phelsuma dubia - 브로들레브(Broadley) & 하웰(Howell), 1991: 10
- Phelsuma dubia - 뢰슬러(Rösler), 2000: 101

## 형태
이 녀석은 낮도마뱀붙이속 중에서는 중형에 속한다. 꼬리까지 최대 15 cm에 이른다. 몸의 색깔은 녹회색, 회갈색, 청록색 등으로 다양하다. 꼬리는 하늘색일 수도 있다. 산화철색 줄무늬가 콧구멍에서 눈까지 이어진다. 주둥이에는 붉은색 V 모양 줄무늬가 있다. 등에는 보통 갈색, 붉은색 점박이 무늬가 있다. 옆구리에는 회색 줄무늬가 눈에서 뒷다리까지 이어진다. 배는 황백색이다. 유체는 등이 연갈색 바탕에 작은 푸른 점무늬가 있으며 꼬리는 노란색이다.

## 분포
올리브낮은 마다가스카르 마하장가의 서해안에 분포한다. 코모로 제도, 잔지바르 제도, 탄자니아 본토 해안가의 몇몇 구역에서도 보인다.
올리브낮은 다양한 소생활권(biotope)에 쉽게 적응한다. 이 녀석들은 다양한 나무 따위의 저지대 초목에서 흔히 발견된다. 건물 안에서 사람과 같이 살아가기도 한다.

## 습성
올리브낮은 다양한 곤충 따위의 무척추동물을 먹는다. 부드럽고 달달한 과일, 꽃가루, 꽃꿀, 발사믹 식초도 먹는다.
올리브낮은 보통 한 수컷과 두어 마리의 암컷이 짝을 이뤄 살아간다. 암컷은 알을 붙이는 습성이 있으며, 공동의 둥지에서 산란한다.

## 사육
올리브낮은 오늘날 흔하고 널리 퍼져있지만, 개체수가 줄어들고 있으며, 밀렵이 대량으로 이루어져서 향후에 종 보존에 문제가 생길 수 있기 때문에 포획이 규제되고 있다.
올리브낮은 중형 테라리움에서 짝을 지어 키워야 한다. 온도는 25-28 °C를 유지해야 하고, 습도는 너무 높으면 안 된다. 사육 시에는 귀뚜라미, 시판 과일 사료, 벌집나방(:en:wax moth) 애벌레, 초파리, 밀웜, 집파리를 먹일 수 있다.